# Tabakskollegium
Ein Tabakskollegium ist eine Gruppe von Menschen, vorwiegend Männern, die sich regelmäßig zu Tabakgenuss und Geselligkeit zusammenfinden. Historisch wird der Begriff meist mit der entsprechenden Institution unter dem preußischen König Friedrich Wilhelm I. in Verbindung gebracht.

## Geschichte

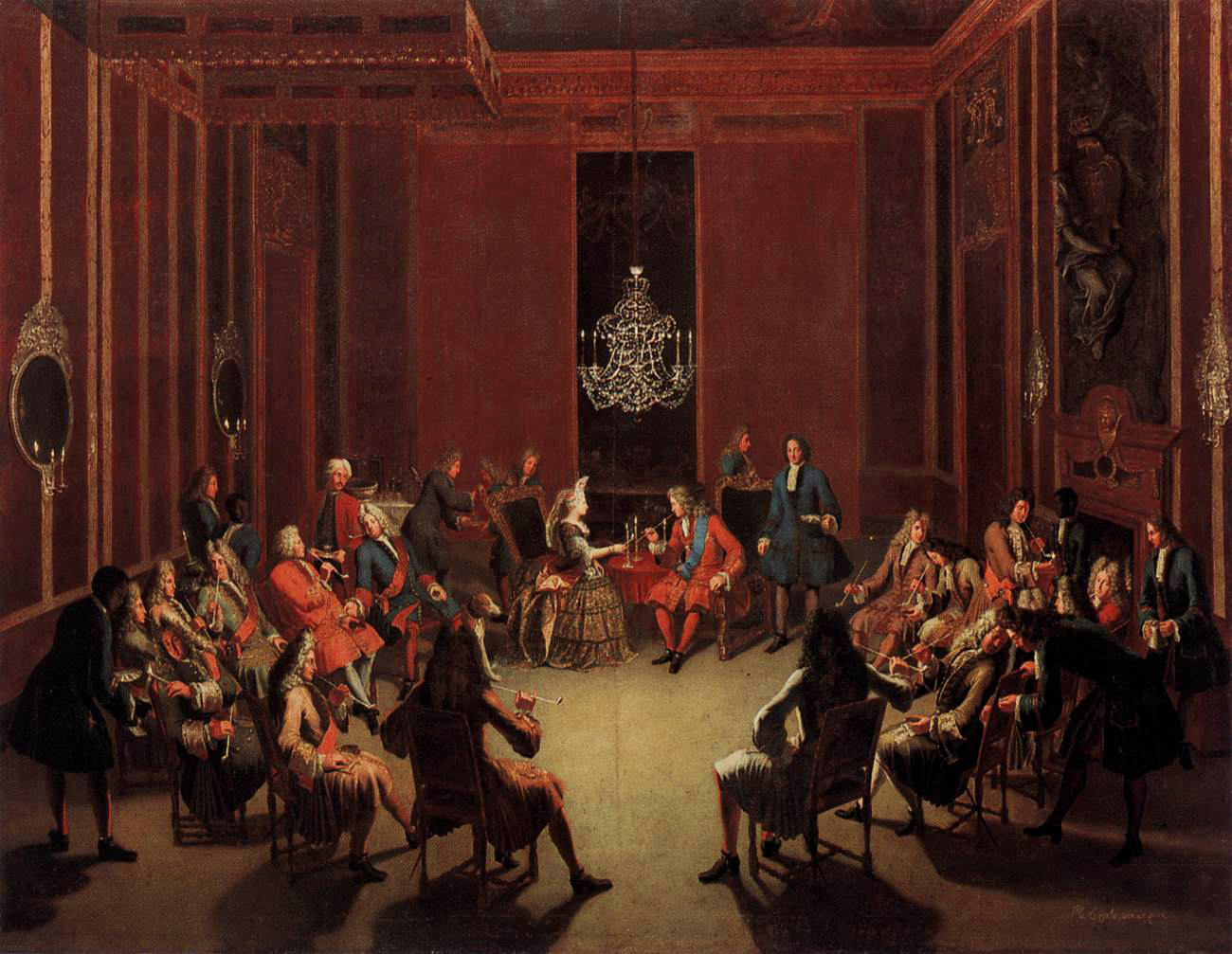
Tabakskollegium Friedrichs I. in Preußen, um 1710

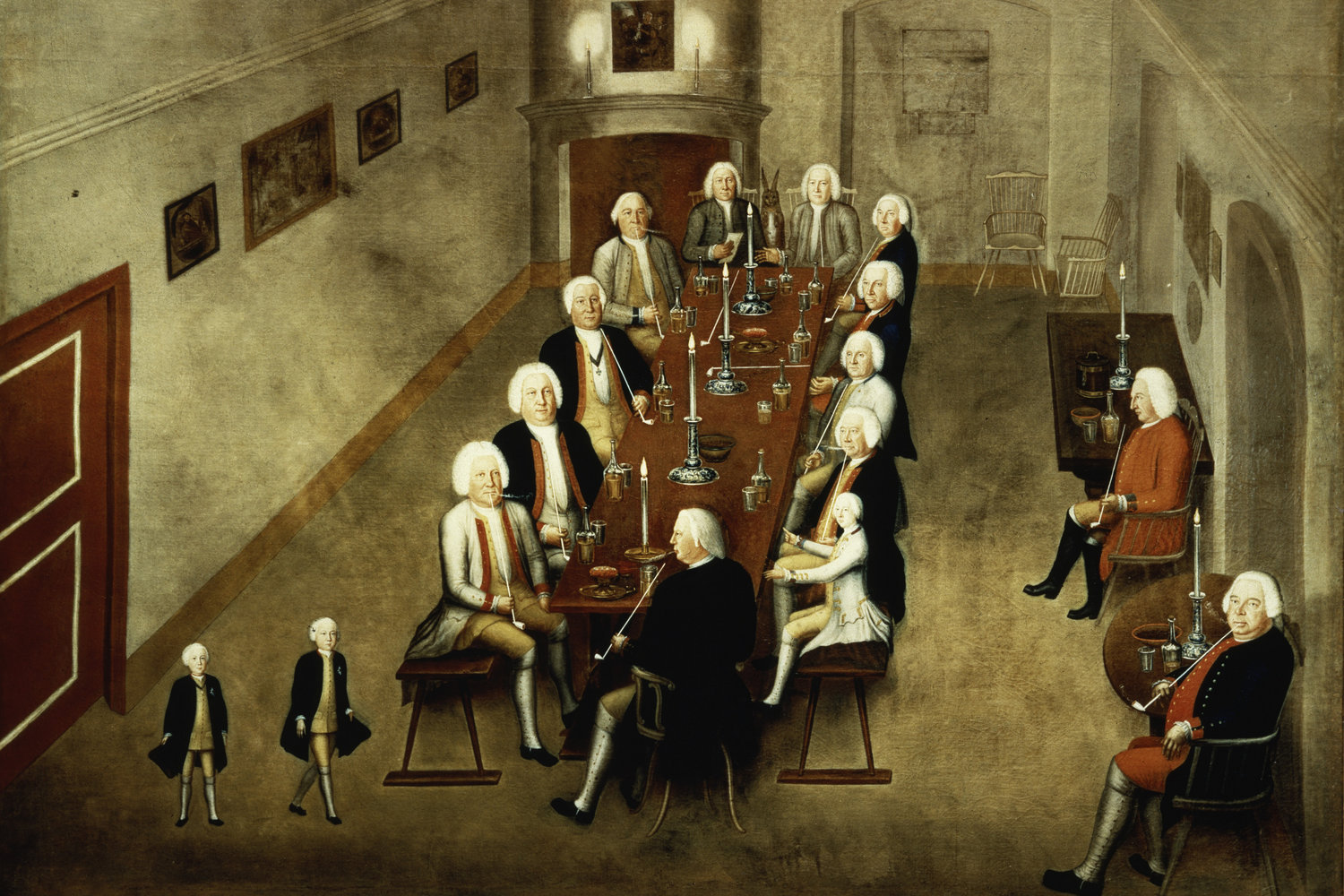
Tabakskollegium Friedrich Wilhelms I. von Preußen, 1737

Tabakskollegien haben ihren Ursprung wohl in den Niederlanden und gehören seit dem 17. Jahrhundert zu den höfischen Gewohnheiten, auch in den Schlössern von Berlin und Potsdam. König Friedrich I. in Preußen ließ Tabakskollegien abhalten, „in Meinung, dass der Gebrauch des Tabaks gegen alle böse Luft gut sei“. Während seiner Regierungszeit nahmen auch Damen an diesen geselligen Zusammenkünften teil. Das Rauchen war eigentlich Pflicht, man konnte sich aber mit Geld für wohltätige Zwecke davon freikaufen. Ein Gemälde von Paul Carl Leygebe aus der Zeit um 1710 zeigt ein solches Kollegium in der Roten Kammer oder Drap d’Or-Kammer, einem behaglich eingerichteten Raum des Berliner Stadtschlosses. Das strenge Hofzeremoniell ist anscheinend gelockert, das Königspaar sitzt nicht mehr direkt unter dem Thronbaldachin. Bedienstete Hofmohren und Kammertürken servieren Getränke, der Tabak in den holländischen Tonpfeifen wird mit Fidibus oder Kerzenlicht entzündet.
Der Sohn Friedrichs I., der „Soldatenkönig“ Friedrich Wilhelm I., behielt die Institution des Tabakskollegiums bei, änderte aber grundlegend ihren Charakter. Nun waren dies reine Männergesellschaften, die in einfach eingerichteten Räumen zusammentrafen, aus Ton- oder Meerschaumpfeifen rauchten, reichlich Bier tranken und über Tagespolitik, Religion und viele andere Themen diskutierten. Auch hier waren die höfischen Verhaltensregeln weitgehend aufgehoben, jeder sollte ungehemmt sprechen dürfen, niemand musste sich erheben, wenn der König den Raum betrat. Die Runde traf sich in den Schlössern von Berlin und Potsdam, oft auch im Schloss Königs Wusterhausen südlich von Berlin. Zum festen Teilnehmerkreis gehörten hochgestellte Militärs, mit denen der König sich am liebsten umgab, dazu kamen gelegentlich Reisende oder Diplomaten, von denen man sich interessante Informationen erhoffte.
Regelmäßig anwesend waren auch einige Gelehrte, so genannte „Lustige Räte“, die vom Hof materiell abhängig waren. Sie wurden als Fachleute angehört, häufig aber auch zu übermäßigem Alkoholgenuss und zu Streitgesprächen animiert, die zum Vergnügen der übrigen Anwesenden nicht selten in schweren Handgreiflichkeiten endeten. Der Historiker Jacob Paul von Gundling war der Bekannteste dieser Hofgelehrten. Er wurde vom König als Zeitungsreferent beschäftigt, verbrachte viele Stunden unter vier Augen mit ihm und beeinflusste sicher auch manche seiner Entscheidungen. Gleichzeitig sorgte der König dafür, dass der eitle und willensschwache Gundling besonders im Tabakskollegium mit gröbsten Scherzen traktiert und wieder und wieder gedemütigt wurde – eine Demonstration der grundsätzlichen Abneigung Friedrich Wilhelms I. gegenüber den Wissenschaften, von denen er glaubte, dass sie seine Untertanen zu sehr verfeinerten und weichlich machten.
Auch die Schriftsteller David Faßmann und Salomo Jakob Morgenstern waren Mitglieder des Tabakskollegiums.
Auch das Tabakskollegium des „Soldatenkönigs“ wurde in einem zeitgenössischen Gemälde dargestellt. Es wird dem Maler Georg Lisiewski (nach anderer Quelle: Dismar Degen) zugeschrieben, entstand 1737 und bildet den Schauplatz in Königs Wusterhausen ab. Der kaum möblierte, nüchterne Raum entsprach dem Wesen und den Lebensgewohnheiten des Königs. Am schweren Eichentisch sitzen auf schlichten Bänken ohne Lehne die Mitglieder des Kollegiums. Der König, vorn an der Schmalseite des Tisches, wendet dem Betrachter halb den Rücken zu und erwartet offenbar seine Söhne, die kleinen Prinzen Heinrich und Ferdinand (der Thronfolger Friedrich lebte schon in Rheinsberg). An der gegenüberliegenden Schmalseite sind zwei „Lustige Räte“ platziert, zwischen ihnen ein Hase, in der Bildersprache des Barock ein Symbol für Ängstlichkeit, aber auch für „Haselantentum“, nicht ernst zu nehmende Großsprecherei.
Friedrich II. („Friedrich der Große“), der Sohn und Nachfolger des „Soldatenkönigs“, hatte eine entschiedene Abneigung gegen das Tabakrauchen. Er bevorzugte Schnupftabak und beendete die Tradition des Tabakskollegiums am preußischen Hof.

## Gegenwart
Auch heutzutage finden sich regelmäßig gesellige Runden von Pfeifenrauchern zusammen. Sie benutzen zum Teil den historischen Begriff, nennen sich aber auch Pfeifenclub, Pfeifenraucherclub, Pfeifenrunde usw. Ausdrücklich so genannte Tabakskollegien gibt es zum Beispiel in Berlin, Bochum, Bremen das Bremer Tabak-Collegium, Colditz, Freiberg Potsdam und Mainz und im niedersächsischen Lohne (Oldb.). Das Tabacs-Collegium zu Lohne genießt in seinen monatlichen Collegien vorwiegend die Zigarre. Diese Gruppierungen treten in sehr unterschiedlichen Formen auf. Einige legen entschieden Wert auf Spontaneität und zwangloses Verhalten ohne Vereinsbindung, andere sind in mehreren Ebenen straff organisiert – vom lokalen, eingetragenen Verein mit Bewerbungsformular und Probezeit (Adel verpflichtet, Genuss verbindet) über den „Verband Deutscher Pfeifenraucher“ (VDP) zum „Comité International des Pipe Clubs“ (CIPC). Die Dachverbände betreuen u. a. Wettbewerbe im Pfeifelangzeitrauchen wie die Deutsche Meisterschaft 2007 in Köln und den Worldcup 2007 in Sankt Petersburg, einen Teamwettbewerb mit 67 Mannschaften aus 21 Nationen, mit 297 Teilnehmern insgesamt, darunter 35 Frauen; der „beste Raucher“ kam aus Italien, er heißt Stefano Caberlotto, seine Rauchzeit betrug 2:54:24 Stunden.